# Grand Prix Formule 1 van België

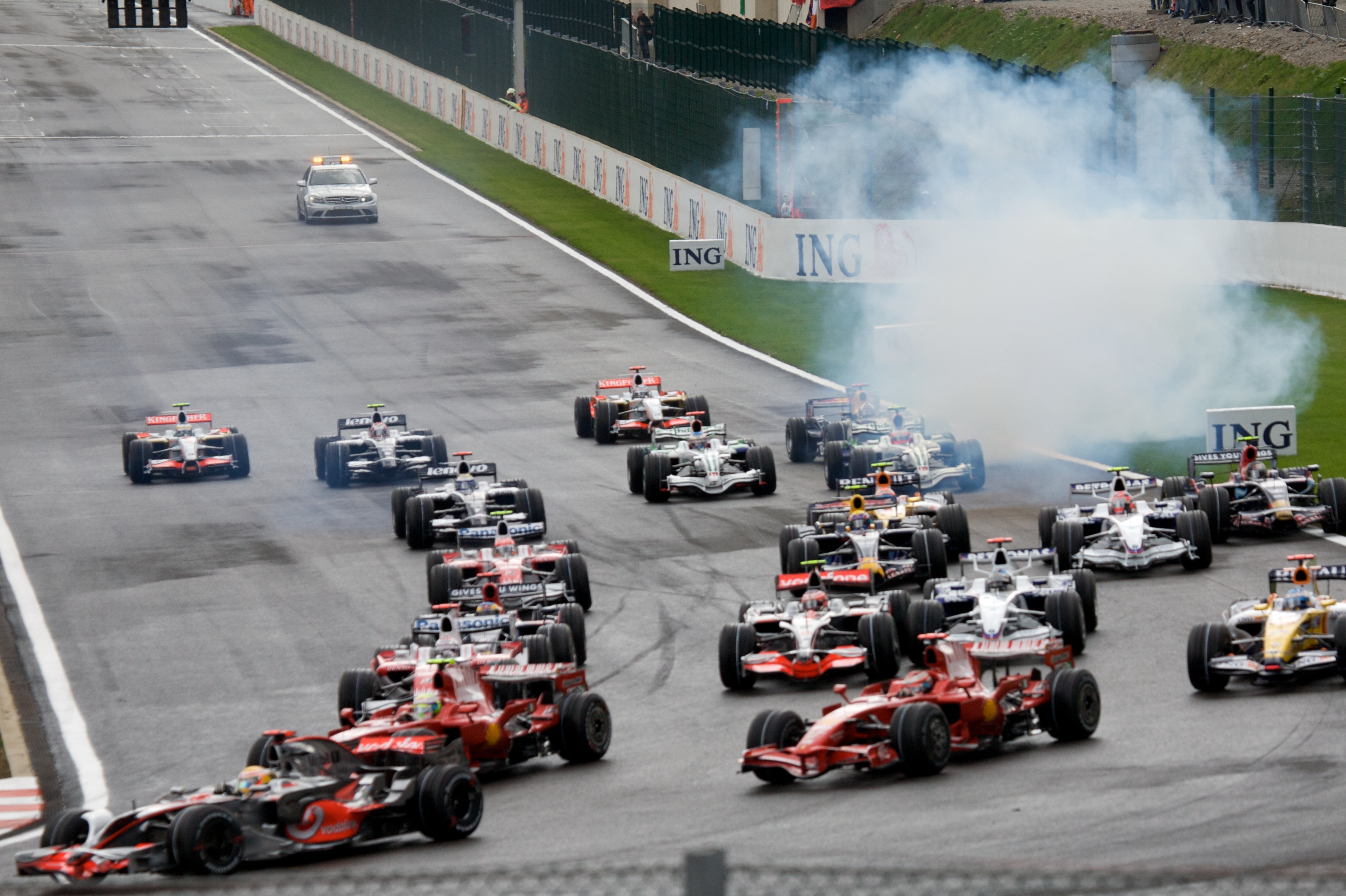
Start van de race in 2008

De Grand Prix Formule 1 van België is een autorace die sinds 1925 wordt gereden. Vanaf 1950 maakt de race deel uit van het Wereldkampioenschap Formule 1. Het grootste deel van de wedstrijden werd gereden op verschillende lay-outs van het circuit van Spa-Francorchamps, maar ook Zolder en Nijvel zijn ooit het decor geweest van de Grote Prijs.

## Geschiedenis
De eerste Grand Prix van België werd in 1925 georganiseerd op het circuit van Spa-Francorchamps en kreeg de eretitel Grote Prijs van Europa. Zeven wagens namen deel en de overwinning ging naar de Italiaan Antonio Ascari in een Alfa Romeo. Van 1930 tot en met 1970 werd de Grote Prijs van België jaarlijks georganiseerd op het 14 km lange circuit in Spa, met uitzondering van de oorlogsjaren (1940-1945), 1957, 1959 en 1969. In 1950 werd de Grote Prijs opgenomen in het nieuwe Formule 1-wereldkampioenschap. Juan Manuel Fangio won de race in zijn Alfa Romeo.
Na enkele dodelijke ongevallen in de jaren 1960 weigerden verschillende piloten nog te starten in Spa. In 1969 en 1971 werd er geen Grote Prijs van België gereden en in 1972 werd het splinternieuwe circuit van Nijvel gebruikt. Een veilig maar karakterloos circuit, in 1973 werd Zolder als locatie gekozen. De Grote Prijs zou in 1974 nog eens in Nijvel georganiseerd worden maar daarna was het steeds Zolder. Op 8 mei 1982 kende de Grote Prijs van België opnieuw een dodelijk ongeval toen Gilles Villeneuve in zijn Ferrari tijdens de kwalificatie een uitwijkende Jochen Mass raakte en hij bij het ongeval uit zijn wagen gekatapulteerd werd. In 1983 werd voor het vernieuwde circuit van Spa-Francorchamps gekozen. De race werd gewonnen door Alain Prost. De wedstrijd ging in 1984 een laatste maal naar Zolder, maar sinds 1985 is Spa-Francorchamps de vaste stek voor de Belgische Grote Prijs.
Michael Schumacher reed in België zijn eerste Grote Prijs (1991), won er zijn eerste Grote Prijs in 1992, kende er zijn 52e overwinning waarmee hij het record van Alain Prost brak in 2001 en werd er in 2004 voor de zevende keer wereldkampioen. In totaal won Schumacher zes keer de Grote Prijs van België, één keer meer dan Ayrton Senna.
Vanwege het verbod op tabaksreclame in België werd er in 2003 geen Grote Prijs van België gereden. Ook in 2006 werd er geen Grote Prijs gereden in België wegens werkzaamheden aan het circuit, maar in 2007 stond de Grand Prix opnieuw op de kalender.
In 2021 moest de race worden afgelast vanwege slecht weer. Er werd wel een aantal keren geprobeerd de race alsnog te starten, maar het circuit was te nat en het zicht was te slecht en het werd maar niet droog. Hierdoor konden er uiteindelijk maar twee rondes gereden worden achter de safety car. Er werd besloten om alle coureurs halve punten te geven. De startopstelling werd hierbij ook de einduitslag.
In oktober 2023 werd bekend dat het contract met het circuit om een Formule 1-race te rijden in de Ardennen verlengd is met één jaar tot 2025.
In januari 2025 werd aangekondigd dat de Grand Prix van België tot 2031 blijft bestaan, maar niet meer elk jaar wordt verreden. In de nieuwe verbintenis zijn vier races opgenomen, die in 2026, 2027, 2029 en 2031 op het programma staan. Het is de bedoeling dat de Grand Prix gaat rouleren met andere races. Het is nog niet duidelijk welke Grand Prix in 2028 en 2030 de plaats van Spa-Francorchamps in zal nemen.

## Winnaars van de Grands Prix
| Jaar        | Coureur                                                  | Constructeur                                             | Locatie                                                  | Verslag                                                  |
| ----------- | -------------------------------------------------------- | -------------------------------------------------------- | -------------------------------------------------------- | -------------------------------------------------------- |
| 2025        | Oscar Piastri                                            | McLaren-Mercedes                                         | Spa-Francorchamps                                        | Verslag                                                  |
| 2024        | Lewis Hamilton                                           | Mercedes                                                 | Spa-Francorchamps                                        | Verslag                                                  |
| 2023        | Max Verstappen                                           | Red Bull Racing-Honda RBPT                               | Spa-Francorchamps                                        | Verslag                                                  |
| 2022        | Max Verstappen                                           | Red Bull Racing-RBPT                                     | Spa-Francorchamps                                        | Verslag                                                  |
| 2021        | Max Verstappen                                           | Red Bull Racing-Honda                                    | Spa-Francorchamps                                        | Verslag                                                  |
| 2020        | Lewis Hamilton                                           | Mercedes                                                 | Spa-Francorchamps                                        | Verslag                                                  |
| 2019        | Charles Leclerc                                          | Ferrari                                                  | Spa-Francorchamps                                        | Verslag                                                  |
| 2018        | Sebastian Vettel                                         | Ferrari                                                  | Spa-Francorchamps                                        | Verslag                                                  |
| 2017        | Lewis Hamilton                                           | Mercedes                                                 | Spa-Francorchamps                                        | Verslag                                                  |
| 2016        | Nico Rosberg                                             | Mercedes                                                 | Spa-Francorchamps                                        | Verslag                                                  |
| 2015        | Lewis Hamilton                                           | Mercedes                                                 | Spa-Francorchamps                                        | Verslag                                                  |
| 2014        | Daniel Ricciardo                                         | Red Bull Racing-Renault                                  | Spa-Francorchamps                                        | Verslag                                                  |
| 2013        | Sebastian Vettel                                         | Red Bull Racing-Renault                                  | Spa-Francorchamps                                        | Verslag                                                  |
| 2012        | Jenson Button                                            | McLaren-Mercedes                                         | Spa-Francorchamps                                        | Verslag                                                  |
| 2011        | Sebastian Vettel                                         | Red Bull Racing-Renault                                  | Spa-Francorchamps                                        | Verslag                                                  |
| 2010        | Lewis Hamilton                                           | McLaren-Mercedes                                         | Spa-Francorchamps                                        | Verslag                                                  |
| 2009        | Kimi Räikkönen                                           | Ferrari                                                  | Spa-Francorchamps                                        | Verslag                                                  |
| 2008        | Felipe Massa                                             | Ferrari                                                  | Spa-Francorchamps                                        | Verslag                                                  |
| 2007        | Kimi Räikkönen                                           | Ferrari                                                  | Spa-Francorchamps                                        | Verslag                                                  |
| 2006        | Grand Prix niet verreden.                                | Grand Prix niet verreden.                                | Grand Prix niet verreden.                                | Grand Prix niet verreden.                                |
| 2005        | Kimi Räikkönen                                           | McLaren-Mercedes                                         | Spa-Francorchamps                                        | Verslag                                                  |
| 2004        | Kimi Räikkönen                                           | McLaren-Mercedes                                         | Spa-Francorchamps                                        | Verslag                                                  |
| 2003        | Grand Prix niet verreden.                                | Grand Prix niet verreden.                                | Grand Prix niet verreden.                                | Grand Prix niet verreden.                                |
| 2002        | Michael Schumacher                                       | Ferrari                                                  | Spa-Francorchamps                                        | Verslag                                                  |
| 2001        | Michael Schumacher                                       | Ferrari                                                  | Spa-Francorchamps                                        | Verslag                                                  |
| 2000        | Mika Häkkinen                                            | McLaren-Mercedes                                         | Spa-Francorchamps                                        | Verslag                                                  |
| 1999        | David Coulthard                                          | McLaren-Mercedes                                         | Spa-Francorchamps                                        | Verslag                                                  |
| 1998        | Damon Hill                                               | Jordan-Honda                                             | Spa-Francorchamps                                        | Verslag                                                  |
| 1997        | Michael Schumacher                                       | Ferrari                                                  | Spa-Francorchamps                                        | Verslag                                                  |
| 1996        | Michael Schumacher                                       | Ferrari                                                  | Spa-Francorchamps                                        | Verslag                                                  |
| 1995        | Michael Schumacher                                       | Benetton-Renault                                         | Spa-Francorchamps                                        | Verslag                                                  |
| 1994        | Damon Hill                                               | Williams-Renault                                         | Spa-Francorchamps                                        | Verslag                                                  |
| 1993        | Damon Hill                                               | Williams-Renault                                         | Spa-Francorchamps                                        | Verslag                                                  |
| 1992        | Michael Schumacher                                       | Benetton-Ford                                            | Spa-Francorchamps                                        | Verslag                                                  |
| 1991        | Ayrton Senna                                             | McLaren-Honda                                            | Spa-Francorchamps                                        | Verslag                                                  |
| 1990        | Ayrton Senna                                             | McLaren-Honda                                            | Spa-Francorchamps                                        | Verslag                                                  |
| 1989        | Ayrton Senna                                             | McLaren-Honda                                            | Spa-Francorchamps                                        | Verslag                                                  |
| 1988        | Ayrton Senna                                             | McLaren-Honda                                            | Spa-Francorchamps                                        | Verslag                                                  |
| 1987        | Alain Prost                                              | McLaren-TAG                                              | Spa-Francorchamps                                        | Verslag                                                  |
| 1986        | Nigel Mansell                                            | Williams-Honda                                           | Spa-Francorchamps                                        | Verslag                                                  |
| 1985        | Ayrton Senna                                             | Lotus-Renault                                            | Spa-Francorchamps                                        | Verslag                                                  |
| 1984        | Michele Alboreto                                         | Ferrari                                                  | Zolder                                                   | Verslag                                                  |
| 1983        | Alain Prost                                              | Renault                                                  | Spa-Francorchamps                                        | Verslag                                                  |
| 1982        | John Marshall Watson                                     | McLaren-Ford                                             | Zolder                                                   | Verslag                                                  |
| 1981        | Carlos Reutemann                                         | Williams-Ford                                            | Zolder                                                   | Verslag                                                  |
| 1980        | Didier Pironi                                            | Ligier-Ford                                              | Zolder                                                   | Verslag                                                  |
| 1979        | Jody Scheckter                                           | Ferrari                                                  | Zolder                                                   | Verslag                                                  |
| 1978        | Mario Andretti                                           | Lotus-Ford                                               | Zolder                                                   | Verslag                                                  |
| 1977        | Gunnar Nilsson                                           | Lotus-Ford                                               | Zolder                                                   | Verslag                                                  |
| 1976        | Niki Lauda                                               | Ferrari                                                  | Zolder                                                   | Verslag                                                  |
| 1975        | Niki Lauda                                               | Ferrari                                                  | Zolder                                                   | Verslag                                                  |
| 1974        | Emerson Fittipaldi                                       | McLaren-Ford                                             | Nijvel                                                   | Verslag                                                  |
| 1973        | Jackie Stewart                                           | Tyrrell-Ford                                             | Zolder                                                   | Verslag                                                  |
| 1972        | Emerson Fittipaldi                                       | Lotus-Ford                                               | Nijvel                                                   | Verslag                                                  |
| 1971        | Grand Prix niet verreden.                                | Grand Prix niet verreden.                                | Grand Prix niet verreden.                                | Grand Prix niet verreden.                                |
| 1970        | Pedro Rodríguez                                          | BRM                                                      | Spa-Francorchamps                                        | Verslag                                                  |
| 1969        | Grand Prix niet verreden.                                | Grand Prix niet verreden.                                | Grand Prix niet verreden.                                | Grand Prix niet verreden.                                |
| 1968        | Bruce McLaren                                            | McLaren-Ford                                             | Spa-Francorchamps                                        | Verslag                                                  |
| 1967        | Dan Gurney                                               | Eagle-Weslake                                            | Spa-Francorchamps                                        | Verslag                                                  |
| 1966        | John Surtees                                             | Ferrari                                                  | Spa-Francorchamps                                        | Verslag                                                  |
| 1965        | Jim Clark                                                | Lotus-Climax                                             | Spa-Francorchamps                                        | Verslag                                                  |
| 1964        | Jim Clark                                                | Lotus-Climax                                             | Spa-Francorchamps                                        | Verslag                                                  |
| 1963        | Jim Clark                                                | Lotus-Climax                                             | Spa-Francorchamps                                        | Verslag                                                  |
| 1962        | Jim Clark                                                | Lotus-Climax                                             | Spa-Francorchamps                                        | Verslag                                                  |
| 1961        | Phil Hill                                                | Ferrari                                                  | Spa-Francorchamps                                        | Verslag                                                  |
| 1960        | Jack Brabham                                             | Cooper-Climax                                            | Spa-Francorchamps                                        | Verslag                                                  |
| 1959        | Grand Prix niet verreden.                                | Grand Prix niet verreden.                                | Grand Prix niet verreden.                                | Grand Prix niet verreden.                                |
| 1958        | Tony Brooks                                              | Vanwall                                                  | Spa-Francorchamps                                        | Verslag                                                  |
| 1957        | Grand Prix niet verreden.                                | Grand Prix niet verreden.                                | Grand Prix niet verreden.                                | Grand Prix niet verreden.                                |
| 1956        | Peter Collins                                            | Lancia-Ferrari                                           | Spa-Francorchamps                                        | Verslag                                                  |
| 1955        | Juan Manuel Fangio                                       | Mercedes                                                 | Spa-Francorchamps                                        | Verslag                                                  |
| 1954        | Juan Manuel Fangio                                       | Maserati                                                 | Spa-Francorchamps                                        | Verslag                                                  |
| 1953        | Alberto Ascari                                           | Ferrari                                                  | Spa-Francorchamps                                        | Verslag                                                  |
| 1952        | Alberto Ascari                                           | Ferrari                                                  | Spa-Francorchamps                                        | Verslag                                                  |
| 1951        | Giuseppe Farina                                          | Alfa Romeo                                               | Spa-Francorchamps                                        | Verslag                                                  |
| 1950        | Juan Manuel Fangio                                       | Alfa Romeo                                               | Spa-Francorchamps                                        | Verslag                                                  |
| 1949        | Louis Rosier                                             | Talbot                                                   | Spa-Francorchamps                                        | Verslag                                                  |
| 1948        | Grand Prix niet verreden.                                | Grand Prix niet verreden.                                | Grand Prix niet verreden.                                | Grand Prix niet verreden.                                |
| 1947        | Jean-Pierre Wimille                                      | Alfa Romeo                                               | Spa-Francorchamps                                        | Verslag                                                  |
| 1946 - 1940 | Grand Prix niet verreden vanwege de Tweede Wereldoorlog. | Grand Prix niet verreden vanwege de Tweede Wereldoorlog. | Grand Prix niet verreden vanwege de Tweede Wereldoorlog. | Grand Prix niet verreden vanwege de Tweede Wereldoorlog. |
| 1939        | Hermann Lang                                             | Mercedes-Benz                                            | Spa-Francorchamps                                        | Verslag                                                  |
| 1938        | Grand Prix niet verreden.                                | Grand Prix niet verreden.                                | Grand Prix niet verreden.                                | Grand Prix niet verreden.                                |
| 1937        | Rudolf Hasse                                             | Auto-Union                                               | Spa-Francorchamps                                        | Verslag                                                  |
| 1937 - 1936 | Grand Prix niet verreden.                                | Grand Prix niet verreden.                                | Grand Prix niet verreden.                                | Grand Prix niet verreden.                                |
| 1935        | Rudolf Caracciola                                        | Mercedes-Benz                                            | Spa-Francorchamps                                        | Verslag                                                  |
| 1934        | René Dreyfus                                             | Bugatti                                                  | Spa-Francorchamps                                        | Verslag                                                  |
| 1933        | Tazio Nuvolari                                           | Maserati                                                 | Spa-Francorchamps                                        | Verslag                                                  |
| 1932        | Grand Prix niet verreden.                                | Grand Prix niet verreden.                                | Grand Prix niet verreden.                                | Grand Prix niet verreden.                                |
| 1931        | William Grover-Williams Carlo A. Conelli                 | Bugatti                                                  | Spa-Francorchamps                                        | Verslag                                                  |
| 1930        | Louis Chiron                                             | Bugatti                                                  | Spa-Francorchamps                                        | Verslag                                                  |
| 1929 - 1926 | Grand Prix niet verreden.                                | Grand Prix niet verreden.                                | Grand Prix niet verreden.                                | Grand Prix niet verreden.                                |
| 1925        | Antonio Ascari                                           | Alfa Romeo                                               | Spa-Francorchamps                                        | Verslag                                                  |

- Een roze achtergrond geeft aan dat deze race onderdeel was van de grand-prixseizoenen tot en met 1949.

### Meervoudig winnaars
Coureurs die nog actief zijn zijn vetgedrukt.
| Overwinningen | Coureur            | Jaren                              |
| ------------- | ------------------ | ---------------------------------- |
| 6             | Michael Schumacher | 1992, 1995, 1996, 1997, 2001, 2002 |
| 5             | Ayrton Senna       | 1985, 1988, 1989, 1990, 1991       |
| 4             | Jim Clark          | 1962, 1963, 1964, 1965             |
| 4             | Kimi Räikkönen     | 2004, 2005, 2007, 2009             |
| 4             | Lewis Hamilton     | 2010, 2015, 2017, 2020             |
| 3             | Juan Manuel Fangio | 1950, 1954, 1955                   |
| 3             | Damon Hill         | 1993, 1994, 1998                   |
| 3             | Sebastian Vettel   | 2011, 2013, 2018                   |
| 3             | Max Verstappen     | 2021, 2022, 2023                   |
| 2             | Alberto Ascari     | 1952, 1953                         |
| 2             | Emerson Fittipaldi | 1972, 1974                         |
| 2             | Niki Lauda         | 1975, 1976                         |
| 2             | Alain Prost        | 1983, 1987                         |

## Winnaars van de Sprint
| Jaar | Coureur        | Constructeur               | Locatie           | Verslag |
| ---- | -------------- | -------------------------- | ----------------- | ------- |
| 2025 | Max Verstappen | Red Bull Racing-Honda RBPT | Spa-Francorchamps | Verslag |
| 2023 | Max Verstappen | Red Bull Racing-Honda RBPT | Spa-Francorchamps | Verslag |

1925 · 1930 · 1931 · 1933 · 1934 · 1935 · 1937 · 1939 · 1947 · 1949 · 1950 · 1951 · 1952 · 1953 · 1954 · 1955 · 1956 · 1958 · 1960 · 1961 · 1962 · 1963 · 1964 · 1965 · 1966 · 1967 · 1968 · 1970 · 1972 · 1973 · 1974 · 1975 · 1976 · 1977 · 1978 · 1979 · 1980 · 1981 · 1982 · 1983 · 1984 · 1985 · 1986 · 1987 · 1988 · 1989 · 1990 · 1991 · 1992 · 1993 · 1994 · 1995 · 1996 · 1997 · 1998 · 1999 · 2000 · 2001 · 2002 · 2004 · 2005 · 2007 · 2008 · 2009 · 2010 · 2011 · 2012 · 2013 · 2014 · 2015 · 2016 · 2017 · 2018 · 2019 · 2020 · 2021 · 2022 · 2023 · 2024 · 2025 · 2026 · 2027 · 2029 · 2031